# Trombe (1925)
Trombe (niektóre źródła podają nazwę La Trombe) – niszczyciel (kontrtorpedowiec) francuskiej Marine nationale należący do typu Bourrasque. Jego budowa rozpoczęła się w 1924 roku, w 1927 roku został przyjęty do służby liniowej. Po wybuchu II wojny światowej pełnił służbę na Morzu Śródziemnym i Atlantyku. Zdemobilizowany po upadku Francji, uniknął zniszczenia podczas samozatopienia floty francuskiej w Tulonie w listopadzie 1942 roku.
19 stycznia 1943 roku został przejęty przez włoską Regia Marina pod nazwą FR 31, jednak już podczas pierwszej misji pod nową banderą osiadł na mieliźnie. Po podpisaniu zawieszenia broni między Włochami a państwami alianckimi zdążył wziąć udział w wyzwalaniu Korsyki spod okupacji niemieckiej. Następnie 28 października 1943 roku został zwrócony Francji. Pod francuską banderą „Trombe” brał udział m.in. w operacjach morskich wspierających wyzwalanie południowej Francji, a także w blokadzie morskiej Zatoki Genueńskiej.
W kwietniu 1945 roku został zaatakowany przez motorówki X flotylli MAS i poważnie uszkodzony; w ataku zginęło 19 lub 20 francuskich marynarzy i były to prawdopodobnie ostatnie straty, jakie francuska marynarka poniosła na morzu podczas II wojny światowej. Niszczyciel odholowano do Tulonu, gdzie został uznany za niezdatny do naprawy. Z końcem 1946 roku skreślono go ze stanu floty, a po lutym 1950 roku został pocięty na złom.

## Historia
Okręt ukończono w 1927 roku dla francuskiej marynarki wojennej, pierwotnie nosił nazwę „Trombe”. We wrześniu 1939 roku wszedł w skład 8. Dywizjonu Torpedowców (8. Division de Torpilleurs) wraz z niszczycielami „Bordellais” i „L’Alcyon”.

### Dziwna wojna
Po wybuchu wojny eskortował kilka konwojów wojskowych na Morzu Śródziemnym. W pierwszym półroczu 1940 roku niszczyciel wykonywał szereg misji na Morzu Śródziemnym i Atlantyku, m.in. eskortował pancernik „Provence” w czasie rejsu do Oranu (11–16 kwietnia), patrolował w poszukiwaniu wrogich frachtowców (20–22 maja) i eskortował pancerniki „Provence” i „Bretagne” podczas ich powrotu do portu w Mers-el-Kébir (27 maja).
Po klęsce Francji okręt zdemobilizowano w Tulonie, gdzie przebywał z załogą szkieletową wraz z większością floty francuskiej.
Podczas brytyjskiego ataku na flotę francuską pod Mers-el-Kébir „Trombe” eskortował pancernik „Strasbourg”, któremu udało się wymknąć z portu i uciec pogoni.
27 listopada 1942 roku, w toku niemieckiej inwazji na Francję Vichy (Operacja Anton), okręt miał zostać samozatopiony w Tulonie wraz z resztą francuskiej floty, aby uniknąć przejęcia go przez Kriegsmarine, jednak szkieletowa załoga nie zdołała wykonać zadania i okręt został zdobyty w porcie bez większych uszkodzeń (choć niektóre źródła wspominają, że został zatopiony w płytkich wodach i osiadł płasko na stępce, co ułatwiło jego wydobycie).

### Służba w Regia Marina
19 stycznia 1943 roku okręt został przejęty przez Włochy i 6 kwietnia po raz pierwszy wyruszył z portu z włoską załogą. Uznany za zdatny do naprawy, okręt 13 kwietnia 1943 roku został przeholowany do La Spezia, gdzie został wyremontowany, a następnie przejęty przez włoską marynarkę wojenną pod nazwą FR 31 nadaną mu oficjalnie 17 kwietnia 1943 roku.
Był jednym z zaledwie czterech eks-francuskich niszczycieli przejętych przez Regia Marina. Do służby wrócił wiosną 1943 roku.
Okres jego służby we włoskiej marynarce był bardzo krótki, w sumie okręt spędził na morzu pod włoską banderą mniej niż 40 dni. 2 lub 10 maja 1943 roku, podczas swojej pierwszej misji pod nową banderą, niszczyciel wraz z okrętem do zwalczania okrętów podwodnych „Vergada” oraz holownikiem „Gagliardo” znalazł się w ciężkim położeniu na skutek niespodziewanie trudnych warunków atmosferycznych. Zmierzający w kierunku Tarentu konwój znajdował się pomiędzy Massafrą a Metapontem, gdy FR 31 zderzył się we mgle z holownikiem „Salvatore Primo”, wysłanym z Tarentu na spotkanie konwoju. W ciemnościach uszkodzony holownik podjął dwóch rannych z niszczyciela i powrócił do bazy, uszkodzenia FR 31 były dużo poważniejsze. Przechylony mocno na sterburtę okręt zdryfował wkrótce na mieliznę i osiadł na dnie na wysokości miejscowości Riva dei Tessali i Ginosa. Ściąganie okrętu z mielizny i naprawa uszkodzeń zajęły kilka miesięcy.
W chwili zawarcia rozejmu prace nad przywróceniem okrętu do służby wciąż jeszcze trwały. We wrześniu 1944 roku okręt wziął udział w alianckiej Operacji Vésuve, w wyniku której wyzwolono Korsykę spod niemieckiej okupacji. Jako że o okręt upomniały się władze Wolnych Francuzów, 28 października 1943 roku niszczyciel przeszedł do portu w Bizercie, gdzie powrócił pod banderę francuską i do starej nazwy.

### Powrót pod banderę francuską
Wraz z superniszczycielem „Tigre” był jedyną pozostałością po potężnej flocie, którą Francja utraciła w Tulonie trzy lata wcześniej. Obsadzony nową załogą okręt wziął udział w Operacji Dragoon, czyli wyzwalaniu południowej Francji w sierpniu 1944 roku.
W początkach 1945 roku, w ramach grupy uderzeniowej Flank Force, niszczyciel patrolował wybrzeże Włoch między Ventimiglia a przylądkiem Nola, ostrzeliwując niemieckie jednostki i baterie nadbrzeżne, a nocami blokował żeglugę w Zatoce Genueńskiej.
W nocy z 16 na 17 kwietnia 1945 roku, w odległości 14 mil od Oneglia, „Trombe” został zaatakowany przez dwie wybuchowe motorówki X flotylli MAS działającej pod banderą Włoskiej Republiki Socjalnej, MTM 548 i MTSMA 312. Druga z jednostek manewrując wokół niszczyciela odwróciła uwagę jego załogi, której udało się ją zatopić; jednocześnie pierwsza z nich, pilotowana przez sottocapo Sergio Dentiego, przypuściła atak od strony prawej burty. Eksplozja uczyniła ogromną wyrwę w kadłubie i poważnie uszkodziła okręt, zginęło dziewiętnastu lub dwudziestu francuskich marynarzy. Były to prawdopodobnie ostatnie straty poniesione na morzu przez marynarkę francuską w drugiej wojnie światowej.
Okręt odholowano do Tulonu, jednak inspekcja wykazała, że uszkodzeń nie da się naprawić. 3 lipca 1945 roku przeniesiono go do rezerwy, a ostatecznie 12 grudnia 1946 roku skreślono ze stanu floty. Okręt częściowo zezłomowano po lutym 1950 roku, a 7 grudnia 1950 roku wystawiono go na sprzedaż. Jego dalsze losy nie są znane.